# Årets Gericke
Årets Gericke er en dansk gastronomisk pris, som uddeles årligt af Foreningen Danske Madanmeldere. Den blev indstiftet i 2000 og præmierer det bedste fra året forinden i bl.a. kategorierne årets forret, hovedret og dessert.
Prisen er opkaldt efter kokken Søren Gericke i anerkendelse af hans store betydning for dansk gastronomi.
Retterne udvælges i løbet af året og tilberedes for et dommerpanel i forbindelse med selve prisuddelingen. Bedømmelsen sker ud fra tre grundkriterierne idé, udseende og smag (herunder tekstur), hvor idé og smag hver vægter med maksimalt 20 point, mens udseendet vægter med maksimalt 10 point.
Udover selve konkurrencen afholdes også en festmiddag om aftenen.